# 結婚したい女
『結婚したい女』（けっこんしたいおんな）は、毎日放送の制作によりTBS系列で、1981年（昭和56年）2月18日から1981年3月25日まで放送されたテレビドラマ。放送時間は、毎週水曜日22:00 - 22:54。全6話。

## 概要・内容
熊本で温泉旅館の仲居をしていた春江は、お人好しでだまされやすい性格で、これまでに男性と付き合う度に相手を信じ、そして何度もだまされてきていた。ある時、中年男・千石英夫が春江の前に現れ、千石は友人のクレジットサービス社長・柳下良を名乗り、身の上話をしたうえで春江の同情をもらい、そして一夜を共にする。「結婚するまでは、もうだまされない。これが最後のチャンス」と思うあまり春江は、自分はだまされているとも知らず上京、離婚して独り身の柳下のもとに押し掛けた。エリート実業家・柳下との愛の物語を、メルヘンチックにコメディ的な作風で描いた。

## キャスト
- 春江：三田佳子
- 柳下良：中村敦夫
- 千石英夫：柳生博
- 公子：三ツ矢歌子
- 理絵：范文雀 - 柳下良の元妻
- カメヨ：樹木希林 - 柳下家の家政婦
- 千石竹乃：白川和子 - 英夫の妻
- さとみ：神保美喜 - 柳下良の秘書
- 千石規子
- 竹井みどり
- 内海英子

## スタッフ
- プロデューサー：相澤英也、上条孝美
- 原作：北村篤子
- 脚本：北村篤子（全話担当）
- 演出：信濃正兄（全話担当）
- 制作：松竹、毎日放送